# Distretto di See-Gaster
Il distretto di See-Gaster è un distretto del Canton San Gallo, in Svizzera. Confina con i distretti del Toggenburgo a est e di Sarganserland a sud-est, con il Canton Glarona e il Canton Svitto (distretti di March e di Höfe) a sud e con il Canton Zurigo (distretti di Meilen a ovest e di Hinwil a nord-ovest). Il capoluogo è Uznach. Comprende parte del Lago di Walenstadt (Walensee) e del Lago di Zurigo (Zürichsee).

## Comuni
Amministrativamente è diviso in 10 comuni:
- Amden
- Benken
- Eschenbach
- Gommiswald
- Kaltbrunn
- Rapperswil-Jona
- Schänis
- Schmerikon
- Uznach
- Weesen

### Divisioni
- 1807: Gommiswald → Ernetschwil, Gommiswald
- 1825: Kaltbrunn → Kaltbrunn, Rieden

### Fusioni
- 1803: Kaltbrunn, Rieden → Kaltbrunn
- 2007: Jona, Rapperswil → Rapperswil-Jona
- 2013: Ernetschwil, Gommiswald, Rieden → Gommiswald
- 2013: Eschenbach, Goldingen, Sankt Gallenkappel → Eschenbach